# 久米明
久米 明（くめ あきら、本名：同じ、1924年〈大正13年〉2月8日 - 2020年〈令和2年〉4月23日）は、日本の声優、ナレーター、俳優。日本大学芸術学部教授。2019年時点で、現役で活動していた世界最高齢の声優であった。

## 来歴
東京府（現：東京都）出身。旧制麻布中学校、東京商科大学（現：一橋大学）卒業。永井正（元三井ホーム社長）は中学・大学の同級生。速水優（元日本銀行総裁）や川勝堅二（元三和銀行頭取）、本間要一郎（横浜国立大学名誉教授）、関恒義（一橋大学名誉教授）、岡稔（元一橋大学教授）などは大学予科の同級生。
学徒兵として敗戦を迎え、大学に復学後、俳優座によるゴーゴリ『検察官』に感銘を受け演劇研究会を立ち上げる。1947年、木下順二、山本安英らと劇団「ぶどうの会」を結成 。以降も中心俳優として活躍するが、1964年、同劇団の分裂・解散によりフリーとなり、その後、1966年に現代演劇協会内の劇団欅に入団、1976年には劇団昴の結成に参加し、2007年まで所属する間に数多くの舞台に立った。
1972年から日本大学藝術学部講師、1975年から同教授に就任。1992年に紫綬褒章、1997年に勲四等旭日小綬章を受章。
2020年4月23日未明、心不全のため東京都内の病院で逝去。満96歳没。

## 人物
顔立ちが池田勇人によく似ていたことから、『金環蝕』『不毛地帯』（共に山本薩夫監督）では、池田がモデルとなっている政府高官を演じ、『日本の戦後』シリーズでは池田役も演じた。
独特の語り口で声優としても活躍。ハンフリー・ボガートの専属吹き替え、『日立ドキュメンタリー すばらしい世界旅行』や『鶴瓶の家族に乾杯』のナレーターで知られる。特にボガートの吹き替えは業界内での評価も高く、吹き替えの黎明期から活躍する音響監督の小林守夫は記憶に残っているベスト・フィックスとして久米のボガートを野沢那智のアル・パチーノと共に挙げている。
『家族に乾杯』は晩年まで務めていたものの、体調がすぐれないことから2019年3月放送分を持って降板し、その後は東京都内の高齢者施設に入所。復帰には前向きな姿勢を示していたという。
久米宏とは親戚関係にはないが、宏からは「僕のお父さん」と呼ばれて慕われていた。

## 親族
- 長男：久米秀作（1953年生まれ。帝京平成大学教授。帝京大学福祉・保育専門学校介護福祉士養成科講師）
- 次男：久米大作（1957年生まれ。キーボード奏者、作曲家）
  - 義娘：久米小百合（1958年生まれ。音楽伝道師。かつて「久保田早紀」名義でシンガーソングライターとして活動）
- 長女：久米ナナ子（1960年生まれ。舞台芸術家）

## 後任
久米の体調不良による後任は以下の通り。 
- 三宅民夫（『鶴瓶の家族に乾杯』: ナレーション）

## 出演（俳優）

### テレビドラマ
- 事件記者 第8話「影なき男（前・後編）」（1958年、NHK総合） - 偽ドルブローカー 役
- 氷雨（1959年、NHK総合）
- ゼロの焦点（1961年、CX）
- 二つの橋（1962年、NHK総合）
- 夫婦百景 第200 - 203回「聖女房 愛と死のかたみ」（1962年、NTV）
- 松本清張シリーズ・黒の組曲 第36話「俺は知らない」（1962年、NHK総合） - 目明かしの宗吉 役
- 大河ドラマ (NHK総合)
  - 花の生涯（1963年） - ハリス 役
  - 赤穂浪士（1964年） - 脇坂淡路守 役
  - 太閤記（1965年） - 海北友松 役
  - 三姉妹（1967年） - 岩倉具視 役
  - 天と地と（1969年） - 島田石見 役
  - 国盗り物語（1973年） - 明智光安 役
  - 勝海舟（1974年） - 赤城筑甫 役
  - 元禄太平記（1975年） - 細井広沢 役
  - 花神（1977年） - 杉百合之助 役
  - 草燃える（1979年） - 伊東祐親 役
  - おんな太閤記（1981年） - 浅野又右衛門 役
  - 峠の群像（1982年） - 内田三郎右衛門 役
  - 徳川家康（1983年） - 片桐且元 役
  - 八代将軍吉宗（1995年） - 大久保忠朝 役
- 次郎物語（1964年 - 1966年、NHK総合） - 俊亮 役
- 若者たち（1966年、CX）
- 連続テレビ小説（NHK総合）
  - おはなはん（1966年）
  - 春よ、来い（1994年）
- ザ・ガードマン（TBS / 大映テレビ室）
  - 第86話「悪者たちは死んだ」（1966年）
  - 第89話「死神の館」（1966年）- 石浜
  - 第103話「真赤な裏切り」（1967年）
  - 第128話「殺しのお知らせ」（1967年）
  - 第171話「情無用サラリーマン稼業」（1968年）
  - 第190話「銀行は真昼に襲え」（1968年）
  - 第204話「ガードマンを死刑台に送れ」（1969年）
  - 第219話「魔の13日金曜の連続殺人」（1969年） - 営業四課長 役
  - 第227話「怪談・霧の夜は殺人鬼が笑う」（1969年）
  - 第270話「妻は夫の秘密をさぐるな」（1970年）
  - 第337話「奥さんがよろめく時殺人が起る」（1971年）
- 三匹の侍 第5シリーズ 第8話「三匹廃墟をゆく」（1967年、CX） - 野田監物 役
- キイハンター 第88話、第89話「スパイ忠臣蔵（前編、後編）」（1968年、TBS / 東映） - キラー上野 役
- ポーラテレビ小説 (TBS)
  - オランダおいね（1970年） - 二宮敬作 役
  - ひまわりの道（1971年） - 山宮純太郎 役
  - 夫婦ようそろ（1978年） - 花輪十内 役
  - マリーの桜（1980年） - 岡野幸平 役
- 男は度胸（1970年、NHK総合）
- 火曜日の女シリーズ / 逃亡者 -この街のどこかで-（1970年、大映テレビ室・日本テレビ）
- 特別機動捜査隊 第488話「青い残酷」（1971年、NET / 東映） - 小山 役
- 荒野の素浪人 第1話「乱闘 辰の上刻」（1972年、NET / 三船プロ） - 堀田甲斐 役
- ありがとう 第3シリーズ（1973年、TBS）- 松永孝夫 役
- 子連れ狼（NTV / ユニオン映画）
  - 第1部 第10話「六道無辺」（1973年） - 阿部能登守 役
  - 第2部 第22話「水鷗流斬馬刀」（1974年） - 滝沢頼母 役
  - 第3部 第17話「香りを着て」（1976年） - 竹阿弥 役
- 華麗なる一族（1975年、MBS / 東宝） - 細川信也 役
- 水戸黄門 (TBS / C.A.L)
  - 第6部 第32話「素晴らしきかな人生 -水戸-」（1975年11月3日） - 安田仁左衛門 役
  - 第15部（1985年）
    - 第5話「闇を斬る! 怪傑白頭巾 -宇和島-」 - 岡村頼母 役
    - 第37話「悪乗り八兵衛若旦那 -熊谷-」 - 元祖宝屋伊右衛門 役

  - 第16部 第19話「泣く子にゃ勝てぬ悪企み -福井-」（1986年9月1日） - 田村屋 役
  - 第24部（1995年） - 薩摩藩国家老・伊織頼母 役
    - 第1話「水戸黄門 -水戸・江戸-」
    - 第14話「波瀾万丈!薩摩の対決 -鹿児島-」
- 明治の群像 海に火輪を（1976年、NHK総合）- ボアソナード
- 伝七捕物帳 第128話「むすめ十手はなぜ重い」（1976年、NTV） - 麻吉 役
- いろはの"い" 第29話「鉄砲玉の唄」（1977年、NTV / 東宝） - 室田弁護士 役
- 怪人二十面相 第13話「謎の大魔術! 密室から名画が消えた」（1977年、CX / 大映テレビ）
- 日本の戦後 第10集「オペラハウスの日章旗 サンフランシスコ講和会議」（1978年、NHK総合） - 池田勇人 役
- 七人の刑事 第3シーズン 第1話「警視総監の宝物」（1978年、TBS）
- 新幹線公安官 第2シリーズ 第5話「乗り入れた分岐点」（1978年、ANB / 東映） - 糸川千吉 役
- 太陽にほえろ!（NTV / 東宝）
  - 第287話「ある娘」（1978年） - 南郷道夫（南郷建設社長） 役
  - 第325話「波止場」（1978年） - 鹿島（三興通信社長） 役
  - 第355話「ボス」（1979年） - 曽田弁護士 役
- 新五捕物帳（NTV / ユニオン映画）
  - 第22話「泣くな夜あけの はぐれ鳥」（1978年） - 吉野清五郎 役
  - 第186話「幼馴染みの別れ」（1982年）
- 森村誠一シリーズII / 野性の証明（1979年、MBS / 東映）
- 俺たちは天使だ! 第1話「運が悪けりゃ死ぬだけさ」（1979年、NTV / 東宝） - 船島代議士 役
- 風の隼人（1979年 - 1980年、NHK総合） - 大久保次右衛門 役
- 銀河テレビ小説（NHK総合）
  - 太郎の青春（1980年）
  - まんが道（1986年） - 鍋谷社長 役
- 土曜ドラマ（NHK総合）
  - 松本清張シリーズ・天才画の女（1980年） - 沢木庄一 役
  - 松本清張シリーズ・けものみち（1982年） - 熊谷四郎 役
  - 和菓子の味（1994年） - 西順造 役
  - うどんとビデオ（1997年） - 瀬戸 役
- 騎馬奉行 第19話「破れ同心と女郎花」（1980年、KTV / 東映）
- 服部半蔵 影の軍団 第1話「虎は嵐に爪をとぐ」（1980年、KTV / 東映） - 水戸光圀 役
- 非情のライセンス 第3シリーズ 第5話「兇悪の祈り・国外逃亡を阻止せよ」（1980年、ANB / 東映） - 西原神父 役
- 天皇の料理番（1980年 - 1981年、TBS） - 松平慶氏子爵 役
- 関ヶ原（1981年、TBS） - 平岡石見 役
- 3年B組金八先生 第2シリーズ（1981年、TBS） - 荒谷二中の大山教師 役
- 気になる天使たち（1981年、CX / 東宝） - 校長 役
- ザ・ハングマン 燃える事件簿 第12話「高速道路にコンクリート詰め」（1981年、ABC / 松竹） - 竹田局長 役
- 特捜最前線（ANB / 東映）
  - 第257話「母…」（1982年） - 坂口医師 役
  - 第410話「愛子・運河の街の女!」（1985年） - 宗円信義（日本ワールド商事社長） 役
- 時代劇スペシャル（CX）
  - 怪盗夢吉 忍び控（1982年） - 伝左衛門 役
  - 十六文からす堂 初夜は死の匂い（1983年） - 大津屋 役
- 早春スケッチブック（1983年、CX）
- 大奥 第35話「運の悪い女たち」、第36話「密会」（1983年、KTV / 東映） - 安藤対馬守 役
- 土曜ワイド劇場
  - 松本清張の溺れ谷（1983年4月9日、ANB / 松竹）
  - 碧い海鳴り 熟年弁護士の証拠くずし（1983年11月5日、ANB / ACT）
  - 処刑教師（1984年9月29日） - 花岡校長 役
  - 松本清張特別企画・黒革の手帖（1996年12月7日、ANB）- 長谷川庄治
- 大岡越前 第7部 第9話「天下一品意地くらべ」（1983年6月20日、TBS / C.A.L） - 芥山老人 役
- 長七郎江戸日記 第1シリーズ 第7話「風流あずま歌」（1983年11月29日、NTV） - 雨宮祐徳 役
- 風にむかってマイウェイ（1984年、TBS） - 高橋校長先生 役
- 離婚テキレイ期（1984年、TBS）
- 金曜ファミリーワイド / 「松本清張の地の骨・消えた入試問題 女が決めた教授の椅子」（1984年、CX） - 原教授 役
- 少女に何が起ったか（1985年、TBS / 大映テレビ）
- 月曜ワイド劇場 / 姑公認未公認、二人の女の妻芝居（1986年、ANB / 東映）
- 武蔵坊弁慶（1986年、NHK総合） - 源頼政 役
- 京都紫野殺人事件（1986年、CX）
- 妻たちの課外授業II（1986年-1987年、NTV） - 小野川校長 役
- 江戸を斬るVII 第29話「血染めの遠山桜」、第30話「天下を救う名裁き」（1987年、TBS） - 松平和泉守 役
- オヨビでない奴!（1987年、TBS）
- 火曜サスペンス劇場 / 過去からの殺人者（1989年、NTV / テレパック）
- ぼくが医者をやめた理由（1990年、TX）
- 月曜ドラマスペシャル
  - 松本清張作家活動40年記念・迷走地図（1992年、TBS） - 石井庫造 役
  - 浅見光彦シリーズ（12） 札幌殺人事件（1999年、TBS）
- 金曜時代劇 / 清左衛門残日録（1993年、NHK総合） - 家老・間島弥兵衛 役
- 江戸の用心棒 第1話（SP）「汝懐妊われ覚えあり」（1994年、NTV）
- 明るい家族計画（1995年、CX）
- 毎度おジャマしまぁす（1995年、TBS）
- 付き馬屋おえん事件帳 第3シリーズ 第1話「たった十日の花嫁」（1995年、TX / 松竹）
- 憲法はまだか（1996年、NHK総合） - 美濃部達吉 役
- 彼女たちの結婚 第8話「突然のプロポーズ」（1997年、CX）
- どんまい!（2005年、NHK総合）- 佐竹豊
- お買い物〜老夫婦の東京珍道中（2009年2月14日、NHK総合） - 斉藤茂吉 役
- 時々迷々（2011年12月9日、NHK Eテレ）
- プレミアムドラマ / ドロクター～ある日、ボクは村でたった一人の医者になった（2012年、NHK BSプレミアム）

### 映画
- にっぽん昆虫記（1963年、日活） - 警察の取調官 役
- 肉体の学校（1965年、東宝） - ナレーター
- あの試走車を狙え（1967年、大映） - 小池豊 役
- 非行少年 陽の出の叫び（1967年、日活） - 藤井 役
- 陸軍中野学校 密命（1967年、大映） - 特高課長 役
- 陸軍中野学校 開戦前夜（1968年、大映） - 南 役
- 女秘密調査員 唇に賭けろ（1970年、大映） - 馬場局長 役
- トラ・トラ・トラ!（1970年、20世紀フォックス） - 奥村勝蔵 役
- 初めての愛（1972年、東宝） - 加藤耕作 役
- 青春の蹉跌（1974年、東宝） - 産婦人科医 役
- 樺太1945年夏 氷雪の門（1974年、東洋映画） - 渡部 役
- 金環蝕（1975年、東宝） - 寺田政臣 役
- 動脈列島（1975年、東宝） - 秋山甲介 役
- 男はつらいよ 寅次郎夕焼け小焼け（1976年、松竹） - 市長 役
- 四畳半青春硝子張り（1976年、日活） - 年配の刑事 役
- 不毛地帯（1976年、東宝） - 通産大臣 役
- 女教師（1977年、日活） - 神野校長 役
- 北村透谷 わが冬の歌（1977年、ATG） - 石坂昌孝 役
- つり人の詩（1978年、TCJ、東京アドマンスタジオ） - ナレーター
- 皇帝のいない八月（1978年、松竹） - 河崎通商産業大臣 役
- 蘇える金狼（1979年、東映） - 兵庫 役
- 動乱（1980年、東映） - 溝口錦造 役
- しのぶの明日（1984年、日本ヘラルド映画） - 眼科担当医 役
- 花いちもんめ（1985年、東映） - ビデオのナレーター
- 釣りバカ日誌2（1989年、松竹） - 竹田医師 役
- 未来への伝言（1990年、日本・ソ連合作映画） - 大臣 役
- 土俗の乱声（1991年） - ナレーション
- ビッグ・ショー! ハワイに唄えば（1999年、東宝）
- Present For You（2015年、PLUS heads inc） - 001 役
- 緑色音楽（2017年） - 風呂田武 役

### 舞台
- じゃじゃ馬ならし（1977年） - ルーセンショー 役[14]
- ハムレット（1984年） - 墓堀り 役 [15]
- 夏の夜の夢（1985年） - ニック・ボトム 役[16]
- セールスマンの死（1986年、1996年） - ウィリー・ローマン 役[17][18]
- 十二夜（1987年） - トービー 役[19]
- うしろ姿のしぐれていくか（1988年） - 種田山頭火 役[20]
- 父をめぐる旅時（1990年） - 父 役[21]
- ヴェニスの商人
- セールスマンの死
- どん底
- テムペスト
- 医師クノック
- にんじん（にんじんの父役）※NHKで放送された

### CM
- 興和コルゲントローチ
- カルビーポテトチップス（1989年） - ナレーター

## 出演（声優）
太字はメインキャラクター。

### 吹き替え

#### 担当俳優
アート・カーニー
- ハリーとトント（1980年、ハリー）※テレビ朝日版
- 摩天楼ブルース（1981年、エイブ）※テレビ朝日版

アレック・ギネス
- 戦場にかける橋（1976年、ニコルソン大佐 ）※フジテレビ版
- スター・ウォーズ エピソード4/新たなる希望（1983年、ベン・ケノービ）※日本テレビ版
- リトル・プリンス（1988年、ドリンコート伯爵）※NHK旧版
- リトル・プリンス（1999年、ドリンコート伯爵）※NHK新版

ヴィクター・ウォン
- ラストエンペラー（1989年、陳宝琛） ※テレビ朝日版
- トレマーズ（1993年、ウォルター・チャン）※テレビ朝日版

ジェームズ・ホイットモア
- 猿の惑星（1973年、議長）※TBS版
- 刑事マディガン（1978年、チャールズ・ケイン警部）※テレビ朝日版

ジョン・ヒューストン
- 天地創造（1982年、ノア）※LD版
- 天地創造（1991年、ナレーション）※日本テレビ版

スペンサー・トレイシー
- 日本人の勲章（1969年、ジョン・マクリーディ）※東京12ch版
- 招かれざる客（1978年、マット・ドレイトン）※TBS版

ノリユキ・パット・モリタ
- ベスト・キッドシリーズ（ミヤギ） 
  - ベスト・キッド（1988年）※テレビ朝日版
  - ベスト・キッド2（1990年）※フジテレビ版
  - ベスト・キッド3/最後の挑戦（1993年）※フジテレビ版

ハリー・ダヴェンポート
- 風と共に去りぬ（1988年、ミード医師）※日本テレビ版
- 風と共に去りぬ（2000年、ミード医師）※テレビ東京版

ハンフリー・ボガート
- 裸足の伯爵夫人（1966年、ハリー・ドーズ）※NET版
- 渡洋爆撃隊（1966年、ジャン・マトラック）※NET版
- 三つ数えろ（1967年、フィリップ・マーロウ）※NET版
- キー・ラーゴ（1967年、フランク・マクラウド）※NET版
- カサブランカ（1967年、リック・ブレイン）※NET版
- 北大西洋（1967年、ジョー・ロッシィ）※NET版
- 彼奴は顔役だ!（1968年、ジョージ・ハリー）※NET版
- 潜行者（1968年、ヴィンセント・パリー） ※NET版
- 汚れた顔の天使（1968年、ジム・フレイザー）※NET版
- 脱出（1968年、ハリー・モーガン）※NET版
- 必死の逃亡者（1969年、グレン・グリフィン）※NHK版
- サハラ戦車隊（1969年、ジョー・ガン軍曹）※NET版
- 麗しのサブリナ（1969年、ライナス・ララビー）※東京12ch版
- 黄金（1970年、フレッド・C・ダブズ）※NET版
- 暗黒への転落（1970年、アンドリュー・モートン）※NET版
- 脱獄者の報酬（1971年、フランク・ウィルソン） ※NET版
- マルタの鷹（1972年、サム・スペード）※NET版
- 必死の逃亡者（1972年、グレン・グリフィン）※フジテレビ版
- アフリカの女王（1972年、チャールズ・オルナット）※フジテレビ版
- 俺たちは天使じゃない（1973年、ジョセフ）※フジテレビ版
- 裸足の伯爵夫人（1978年、ハリー・ドーズ）※東京12ch版
- ケイン号の叛乱（1979年、フィリップ・クイーグ中佐）※フジテレビ版
- アフリカの女王（1981年、チャールズ・オルナット）※LD版
- 麗しのサブリナ（1997年、ライナス・ララビー）※ソフト版
- オクラホマ・キッド（不明、ウィップ・マッコード）
- 殴られる男（不明、エディ）

フィリップ・ノワレ
- ニュー・シネマ・パラダイス（1993年、アルフレード）※フジテレビ版
- イル・ポスティーノ（1997年、パブロ・ネルーダ）※ソフト版
- ニュー・シネマ・パラダイス（2002年、アルフレード〈フィリップ・ノワレ〉）※ソフト版

マックス・フォン・シドー
- SF最後の巨人（1980年、バロン）※フジテレビ版
- エクソシスト（2001年、ランカスター・メリン神父）※日本テレビ版

ラルフ・ベラミー
- マネー・チェンジャース/銀行王国（1978年、ジェローム・パタートン）※NHK版
- 戦争の嵐（1983年、フランクリン・ルーズベルト）※テレビ朝日版
- 大逆転（1986年、ランドルフ・デューク）※日本テレビ版
- 大逆転（1992年、ランドルフ・デューク）※フジテレビ版
- プリティ・ウーマン（1995年、ジェームズ・モース）※TBS版
- プリティ・ウーマン（1997年、ジェームズ・モース）※テレビ朝日版

#### 映画
時期不明
- もう子守歌はいらない（サイモン・ハリントン〈フリッツ・ウィーヴァー〉）
- 南部の唄（リーマスおじさん〈ジェームズ・バスケット〉）※ポニー・バンダイ版

1962年
- ニュールンベルグ裁判（ハンス・ロルフ弁護人〈マクシミリアン・シェル〉）※劇場公開版

1967年
- 田園交響楽（ジャン牧師〈ピエール・ブランシャール〉） ※NHK版

1973年
- シーザーとクレオパトラ（シーザー〈クロード・レインズ〉）※フジテレビ版

1974年
- 空爆大作戦（クルーガー少佐〈ルイジ・ピスティッリ〉）※日本テレビ版

1977年
- チップス先生さようなら（アーサー・チッピング〈ピーター・オトゥール〉） ※フジテレビ版
- 殺人者たち（ジャック・ブラウニング〈ロナルド・レーガン〉） ※フジテレビ版

1980年
- 薔薇のスタビスキー（ラオール男爵〈シャルル・ボワイエ〉）※テレビ朝日版
- ジュリア（ダシール・ハメット〈ジェイソン・ロバーズ〉）※フジテレビ版

1981年
- リトル・ロマンス（ジュリアス〈ローレンス・オリヴィエ〉）※フジテレビ版

1982年
- レイズ・ザ・タイタニック（ジェームス・サンデッカー長官〈ジェイソン・ロバーズ〉）※フジテレビ版

1983年
- チェンジリング（ジョン・ラッセル 〈ジョージ・C・スコット〉） ※テレビ東京版

1984年
- トム・ホーン（ジョン・コーブル〈リチャード・ファーンズワース〉） ※テレビ朝日版
- 黄昏（ノーマン・セアー・ジュニア〈ヘンリー・フォンダ〉）※フジテレビ版

1985年
- タイタンの戦い（アモン〈バージェス・メレディス〉） ※テレビ朝日版

1987年
- 愛を覚えていますか（ジョージ・ホリス〈リチャード・カイリー〉） ※NHK版

1989年
- アーネスト、クリスマスを救え!（サンタクロース〈ダグラス・シール〉）※ソフト版

1990年
- 晩秋（ジェイク・トレモント〈ジャック・レモン〉）※ソフト版

1991年
- 十戒（神の声〈チャールトン・ヘストン〉）※フジテレビ版

1993年
- シンドバッド虎の目大冒険（メランシアス〈パトリック・トラウトン〉）※テレビ朝日版
- グレイストーク -類人猿の王者- ターザンの伝説（グレイストーク伯爵〈ラルフ・リチャードソン〉）※テレビ朝日版

1996年
- 恋人たちの食卓（チュ氏〈ラン・シャン〉） ※ソフト版

1997年
- ホーム・アローン2（E・F・ダンカン〈エディ・ブラッケン〉）※フジテレビ版

2001年
- タイタニック（E・J・スミス船長〈バーナード・ヒル〉）※フジテレビ版
- 永遠のワルツ/白い犬とワルツを（サム・ピーク 〈ヒューム・クローニン〉） ※ソフト版

2008年
- チャーリーとチョコレート工場（ウィルバー・ウォンカ〈クリストファー・リー〉）※日本テレビ版

#### ドラマ
時期不明
- 刑事コジャック スペシャル「クライム80ニューヨーク暴行殺人麻薬事件」（ジェイク・ワインハウス〈ホセ・フェラー〉）
- ミステリー・ゾーン（ホスト〈初代〉〈ロッド・サーリング〉）※TBS版

1962年
- ぼくらのポリー （語り）※NHK版

1967年
- タイムトンネル （レイモンド・スウェイン博士〈ジョン・ザレンバ〉）※NHK版
- 逃亡者 ※TBS版
  - 第115話『船が・・・』（フレデリック・ハウエル博士〈アーサー・ヒル〉）

1968年
- 奥さまは魔女　※TBS版
  - 第84話『夫婦ゲンカを分析すれば』（ジークムント・フロイト〈ノーマン・フェル〉）

- 奥さまは魔女（ベンジャミン・フランクリン〈フレッド・ウィン〉） ※TBS版
- スパイ大作戦 ※フジテレビ版
  - 第42話『イメージをダブらせろ』（オットー・ケルマン〈ウィルフリッド・ハイド＝ホワイト〉）

1980年
- 将軍アイク（フランクリン・ルーズベルト〈スティーブン・ロバーツ〉） ※NHK版

1986年
- ケインとアベル（デイヴィス・リロイ〈フレッド・グウィン〉）※テレビ朝日版

1989年
- シャーロック・ホームズの冒険（1989年 − 1995年、マイクロフト・ホームズ〈2代目〉〈チャールズ・グレイ〉）※NHK版
- ジェシカおばさんの事件簿 ※NHK版
  - 第54話『幕間に悲劇は起こる』（ジュリアン・ロード〈エドワード・マルヘアー〉）

1991年
- 世にも不思議なアメージング・ストーリー ※日本テレビ版
  - 第1話『ゴースト・トレイン』（おじいちゃん〈ロバーツ・ブロッサム〉）

1993年
- インディ・ジョーンズ/若き日の大冒険 ※テレビ朝日版
  - 第3話『英領東アフリカ編』（セオドア・ルーズベルト〈ジェームズ・ギャモン〉）

- オペラ座の怪人（キャリエール〈バート・ランカスター〉）※NHK版

1994年
- 青春の城 コビントン・クロス ※NHK版
  - 第12話『小さな逃亡者』（モス〈ジョン・カーター〉）

1995年
- 新刑事コロンボ※日本テレビ版
  - 第7話『完全犯罪の誤算』（オスカー・フィンチ〈パトリック・マクグーハン〉）

1996年
- ヒロシマ 原爆投下までの4か月（ヘンリー・スティムソン〈ウェズリー・アディ〉） ※NHK版

2001年
- アリー my Love ※NHK版
  - 第76話『心へのアクセス』（ニコラス・エンブルーム〈ポール・ドゥーリイ〉）

#### アニメ
時期不明
- くまのプーさん（ナレーター）※ポニー・バンダイ版
- ミッキーのジャックと豆の木（エドガー・バーゲン）※ポニー・バンダイ版

1991年
- リトル・マーメイド（トリトン王〈ケネス・マース〉））

1993年
- ピコとコロンブスの冒険（フェルディナンド4世、ゼーマン〈クリスチャン・シャルト〉）

#### 人形劇
1968年
- キャプテン・スカーレット ※TBS版
  - 第20話『大爆発!』（カインリー〈ジェレミー・ウィルキンス〉）

### テレビアニメ
1980年
- 坊ちゃん（ナレーション）

1991年
- わたしとわたし ふたりのロッテ（ナレーション）

1997年
- 手塚治虫の旧約聖書物語（1997年、ナレーション）

2004年
- 火の鳥（2004年、ナレーション）

### 劇場アニメ
1982年
- SPACE ADVENTURE コブラ（トポロ）

1983年
- クラッシャージョウ（ダン）

1985年
- ペンギンズ・メモリー 幸福物語（図書館長）

1996年
- PIPI とべないホタル（長老クワガタ）

1997年
- 星空のバイオリン（ナレーション）

1999年
- のび太の結婚前夜（1999年、しずかのパパ）

### OVA
1988年
- ナマケモノが見てた

1991年
- 銀河英雄伝説（歴史番組のナレーター）

### ゲーム
1993年
- 天外魔境 風雲カブキ伝（奈落の神）

1995年
- 戦国サイバー 藤丸地獄変（語り）

1999年
- レジェンド オブ ドラグーン（ディーユ司教）

### ラジオ
- 異文化見聞録〜コロンブスのゆで卵〜（文化放送、1980年代） - 当時の若者向け夜ワイド番組（『新てるてるワイド 吉田照美のふッかいあな』『東京っ子NIGHTお遊びジョーズ』）内で放送（神田外語学院一社提供）。

### ナレーション
- 日本合成ゴム株式会社（現：JSR）「日本の合成ゴム」（1960年）
- 日立ドキュメンタリー すばらしい世界旅行（1966年 - 1990年、日本テレビ）
- ザ・ガードマン (TBS)
  - 第244話「史上最高のボーナス強盗」（1969年）
  - 第247話「殺人せり市」（1969年）
- 影の軍団IV（1985年、関西テレビ）
- テレビ文学館（1985年 - 1988年、NHK総合）宮澤賢治『注文の多い料理店』『どんぐりと山猫』『風の又三郎』などの朗読を担当
- 知ってるつもり?!（日本テレビ）白瀬矗 他
- 女無宿人 半身のお紺（1991年、テレビ東京）
- 水曜スペシャル / 川口浩探検隊シリーズ（NET・テレビ朝日）
- 水曜スペシャル / 藤岡弘探検隊シリーズ（テレビ朝日）
- 警視庁潜入24時シリーズ（テレビ朝日）
- ニュースステーション（テレビ朝日） - 金曜版「ニュースのふるさと」コーナーなど
- 金曜ドラマシアター『特別企画 命のビザ』（1992年12月18日、フジテレビ）
- 道浪漫（1996年 - 2004年、TBS）
- 鶴瓶の家族に乾杯（1995年 - 2019年、NHK総合）
  - ブラタモリ×鶴瓶の家族に乾杯 新春SP（2019年1月3日、NHK総合）
- 三宅式こくごドリル『ボビーの単語帳』コーナー（2005年 - 2006年、テレビ東京）
- デジタル開局記念特別番組『神秘の領域』（2006年、山梨放送）
- 土曜スペシャル（2011年 - 、テレビ東京）『おばあちゃんのふるさと民宿』など
- ももいろクローバーZ JAPAN TOUR2013「GOUNN」

## 著書
- 『朗読は楽しからずや』（2007年、光文社）- 付録にミニCDがつく。
- 『僕の戦後舞台・テレビ・映画史70年』（2018年、河出書房新社）